# US 708
US 708 è una stella subnana di classe O iperveloce situata nell'Orsa Maggiore nell'aureola della Via Lattea. È una delle stelle che si muovono più velocemente nella galassia.

## Storia delle osservazioni
US 708 fu scoperta nel 1982 da Peter Usher e colleghi della Pennsylvania State University come un debole oggetto blu nell'aureola della Via Lattea. Lo Sloan Digital Sky Survey ha avvistato di nuovo la stella nel 2005.

## Caratteristiche
Si tratta di una densa stella ad elio e rotante ad alta velocità, che dovrebbe essersi formata dall'interazione con una stella compagna posta una volta nelle vicinanze. Queste erano composte dall'elio residuo di una stella massiccia che aveva perso il suo involucro di idrogeno.
Nel 2015 Stephan Geier ed il suo team dell'Osservatorio europeo australe, hanno analizzato l'astro con lo spettrografo e la termocamera Echellette collegati al telescopio Keck II da 10 metri di diametro sito alle Hawaii riportando su Science che la sua velocità era di 1200 km/s, la più alta mai registrata nella galassia superando la velocità di fuga della Via Lattea. Il team di Geier l'ha definita come la "stella non legata più veloce della galassia" .
Inizialmente si sospettava che l'alta velocità della stella fosse causata dall'enorme buco nero posto al centro della Via Lattea, ma si è poi scoperto che la stella deve aver attraversato il disco galattico circa 14 milioni di anni fa e quindi non proviene dal centro; per cui la velocità ora posseduta dalla stella non può essere attribuita al buco nero.
Uno studio di approfondimento ha suggerito che US 708 faceva parte di una coppia di stelle binarie vicine: la sua compagna era già entrata nella fase di nana bianca quando US 708 entrò nella fase di gigante rossa. Le loro rispettive orbite cambiarono quando la compagna assorbì gas dagli strati esterni di US 708, e così facendo acquisì massa sufficiente per esplodere come supernova, il che fece schizzare via US 708 ad alta velocità. Lo studio suggerisce che stava orbitando attorno a una nana bianca all'incirca della massa del Sole con un periodo orbitale inferiore a 10 minuti.